# Список цивільних ядерних аварій
Список цивільних ядерних аварій — надзвичайні випадки, пов'язані з радіаційними викидами класифікуються за шкалою МАГАТЕ INES по одному із 7 рівнів. Поширення радіоактивності класифікується за цією шкалою від 2 до 7 рівнів, великі рівні відповідають більшій небезпеці. Так, ризик опромінення населення виникає на рівнях INES 4 і вище, і починаючи з цього рівня — INES 4 — ядерний або радіологічний інцидент кваліфікується як аварія. Військові аварії внесені окремо в Список військових ядерних аварій.

## Список радіаційних аварій цивільної атомної промисловості
| Рік  | Дата         | Опис | Країна          | Рівень INES |
| ---- | ------------ | --- | --------------- | ----------- |
| 1952 | 12 грудня    | Аварія в Чок-Ріверській лабораторії | Канада          | 5           |
| 1955 | 29 листопада | У Національній лабораторії випробувань реакторів штату Айдахо дослідний реактор EBR-I був частково зруйнований під час випробування потоку теплоносія. | США             | 4           |
| 1957 | 29 вересня   | Киштимська аварія | СРСР            | 6           |
| 1957 | 10 жовтня    | Аварія у Віндскейлі | Велика Британія | 5           |
| 1958 | 30 грудня    | Критична аварія сталася при роботі з розчином, що містить плутоній в Лос-Аламосі наукової лабораторії в Нью-Мексико. | США             | 4           |
| 1959 | 26 липня     | Витік радіоактивних газів у науково-дослідній лабораторії у Санта-Сюзані, Каліфорнія | США             | 5           |
| 1961 | 3 січня      | На експериментальному реакторі SL-1 з невстановлених причин був витягнутий керуючий стрижень, розпочалась некерована ланцюгова реакція, яка викликала тепловий вибух, розплавлення реактора і викид в атмосферу 3 ТБк радіоактивного йоду. | США             | 5           |
| 1964 | 24 липня     | На заводі ядерного палива «United Nuclear Corporation», що в Чарлзтауні 38-річний робітник Роберт Пібоді спричинив аварію з рідким розчином урану. | США             | 4           |
| 1966 | 5 жовтня     | Несправність системи охолодження натрію призвела до руйнування деяких паливних елементів у реакторі Fermi 1 в містечку Монро (Мічиган). Два зі 105 паливних агрегатів під час аварії розплавились, проте випромінювання не було виявлено за межами резервуару. | США             | 4           |
| 1969 | 21 січня     | Повна втрата теплоносія призвела до вибуху експериментального реактора у великій скельній печері в Люцені. Підземне розташування цього реактора діяло як сховище та запобігало будь-якому зовнішньому забрудненню. | Швейцарія       | 4           |
| 1969 | 11 травня    | На заводі «Rocky Flats», штат Колорадо, відбулось спонтанне займання плутонію в контейнері з 600 тонн горючих матеріалів. Вогонь спалив 2 тонни матеріалу та випустив оксид плутонію. Взявши зразки ґрунту, було встановлено, що територія була забруднена плутонієм. Оскільки оператори заводу відмовилися ініціювати розслідування, зразки були взяті як частина неофіційного розслідування. | США             | 4           |
| 1975 | 30 листопада | Аварія на Ленінградській АЕС | СРСР            | 4           |
| 1977 | 22 лютого    | Аварія на реакторі КС-150 (Богуніце) | Чехословаччина  | 4           |
| 1979 | 28 березня   | Аварія на АЕС Три-Майл-Айленд | США             | 5           |
| 1980 | 13 березня   | На АЕС Сен-Лоран відбулося часткове розплавлення активної зони реактора, викликане корозією конструкційних елементів паливних каналів. | Франція         | 4           |
| 1983 | 23 вересня   | У місті Буенос-Айрес, нехтуючи правилами безпеки, загинув оператор, змінюючи серцевину дослідницького реактора. | Аргентина       | 4           |
| 1985 | 10 серпня    | Радіаційна аварія в бухті Чажма Японського моря. При перезарядці активної зони реактора на АПЧ К-431 реактор перейшов у пусковий режим, викликавши тепловий вибух і радіаційне зараження місцевості. | СРСР            | 5           |
| 1986 | 26 квітня    | Аварія на Чорнобильській АЕС | СРСР            | 7           |
| 1993 | 6 квітня     | Імовірно, через недостатню подачу повітря для перемішування розчину на радіохімічний завод Сибірського хімічного комбінату вибухом було зруйновано апарат по екстракції урану і плутонію, що містив розчин нітрату уранілу. | Росія           | 4           |
| 1999 | 30 вересня   | Аварія на ядерному об'єкті Токаймура | Японія          | 4           |
| 2006 | 11 березня   | Аварія в інституті радіоелементів під Флерюсе | Бельгія         | 4           |
| 2011 | 11 березня   | Землетруси та викликані ними цунамі на АЕС Фукусіма-1 призвели до відключення енергопостачання та систем охолодження, що своєю чергою призвело до розплавлення активної зони реакторів на енергоблоках 1, 2 і 3. | Японія          | 7           |

## Інші випадки радіоактивного зараження
- з 1949 — річка Теча[ru] —  СРСР
- з жовтня 1951 — озеро Карачай —  СРСР
- 1954 — Аварія в Лабораторії «В» —  СРСР
- 1980—1989 — Радіоактивне зараження в Краматорську —  СРСР
- 4 травня 1986 — В результаті помилки оператора при роботі з системою завантаження кульових ТВЕЛів відбувся незначний витік радіоактивного газу на АЕС THTR-300 —  Німеччина[6]
- 1987 — Радіоактивне зараження в Гоянії —  Бразилія — INES 5
- 1985—1987 — Therac-25 —  США,  Канада

## Інтернет-ресурси
- Ядерна Аварія. Відео